# Hell (canción de Disturbed)
«Hell» es una canción de la banda estadounidense de heavy metal Disturbed. Fue lanzado el 4 de octubre de 2011 como el único sencillo de su álbum recopilatorio The Lost Children (2011). La canción fue lanzada originalmente como lado B del sencillo "Stricken" (2005). 

## Antecedentes
El líder de Disturbed, David Draiman, afirmó en su página de Twitter que no hay grabación de video para el sencillo. Una grabación solo de audio está disponible en YouTube.
Según David Draiman, "Hell" trata "sobre una relación con alguien que entra y sale de tu vida y cada vez que vuelve te jode todo el mundo".

## Posicionamiento en lista
| Lista (2011–12)           | Posición |
| ------------------------- | -------- |
| US Rock Songs (Billboard) | 35       |